# Время в Новой Зеландии

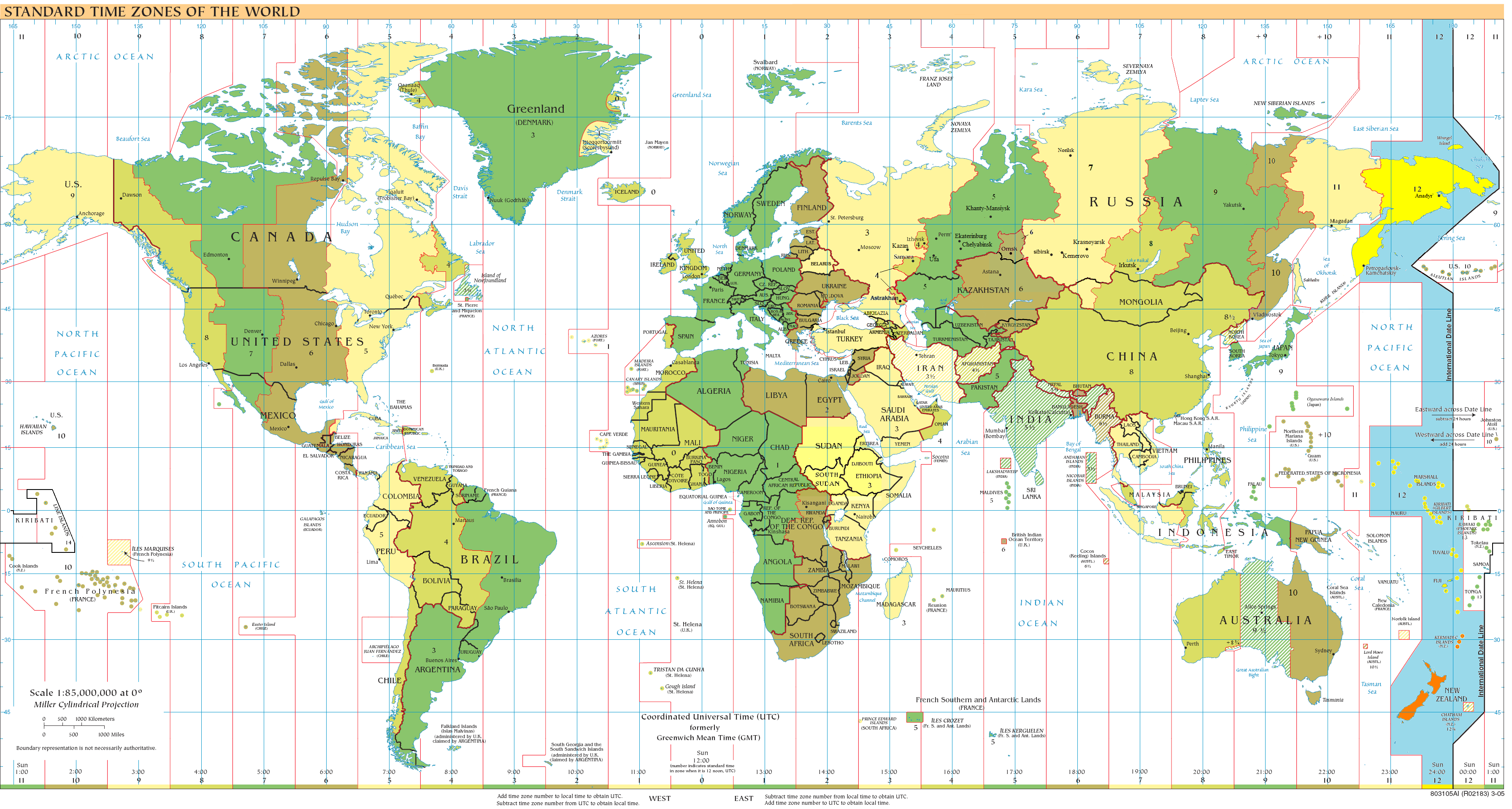
UTC+12 на карте часовых поясов мира:
голубым — зона UTC+12 в океанах;
ярко-жёлтым — зона UTC+12 круглогодично;
оранжевым — Магаданское время летом (апрель-октябрь) в Северном полушарии в зоне UTC+12 (зимой — UTC+11) и Новозеландское время зимой (апрель-октябрь) в Южном полушарии в зоне UTC+12 (летом, в ноябре-марте, — UTC+13)

Территория Новой Зеландии располагается в двух часовых поясах. Главные острова (Северный и Южный) располагаются в часовом поясе под названием «новозеландское стандартное время» (NZST, UTC+12) с переводом ежегодно часовой стрелки в первое воскресенье апреля в 3:00 на 1 час назад и в последнее воскресенье сентября в 2:00 на 1 час вперёд — «новозеландское летнее время» (NZDT, UTC+13).
На островах Чатем действует время UTC+12:45 (CHAST) (летом UTC+13:45, CHADT). На Территории Росса в Антарктиде, также как и на антарктических станциях Мак-Мердо и Амундсен-Скотт действует новозеландское время NZST/NZDT.
Кроме того, существуют ассоциированные с Новой Зеландией государства в Тихом океане, находящиеся в трёх различных часовых поясах, два из которых находятся за линией перемены даты.
- Острова Кука в часовом поясе UTC−10, время на летнее не переводится. Соответственно, время на островах Кука отстаёт от новозеландского на 22 (летом 23) часа; когда в Новой Зеландии полдень четверга, на островах Кука — 14:00 среды (13:00 летом).
- Ниуэ в часовом поясе UTC-11, без перехода на летнее время. Время на острове отстаёт от новозеландского на 23 (летом 24 часа). Например: когда в Новой Зеландии полдень четверга, на острове Ниуэ — 13:00 среды (полдень среды летом).
- Токелау до 30 декабря 2011 года острова находились в часовом поясе UTC-11, с 31 декабря 2011 перешли в часовой пояс UTC+13[1][2]. Перехода на летнее время нет, следовательно, время в Токелау совпадает с новозеландским или опережает его на час. Например: когда в Новой Зеландии полдень четверга, в Токелау — 13:00 четверга (полдень четверга летом).

| Часовой пояс   | Стандартное время | Летнее время |
| -------------- | ----------------- | ------------ |
| Новая Зеландия | UTC+12            | UTC+13       |
| Остров Чатем   | UTC+12:45         | UTC+13:45    |
| Токелау        | UTC+13            | UTC+13       |
| Острова Кука   | UTC-10            | UTC-10       |
| Ниуэ           | UTC-11            | UTC-11       |

## История
2 ноября 1868 года Новая Зеландия одной из первых стран официально перешла на стандартное поясное время. Оно отсчитывалось от среднего времени по Гринвичу по меридиану 172°30′ восточной долготы и на 11:30 опережало среднее гринвичское время. Этот стандарт получил название Новозеландское среднее время (NZMT).
В 1941 году, во время Второй мировой войны, часы были переведены на полчаса вперёд и время в Новой Зеландии опережало среднее гринвичское на 12 часов. Это изменение было закреплено с 1946 года Актом о стандартном времени, принятым в 1945 году. Время теперь отсчитывалось по 180° меридиану восточной долготы. Новозеландское стандартное время (NZST) опережало новозеландское среднее время (NZMT) на полчаса, а на островах Чатем — на 45 минут опережало новозеландское стандартное время.
В конце 1940-х годов были разработаны атомные часы и в некоторых лабораториях началось их использование. Новая система отсчёта, Всемирное координированное время (UTC) была принята на территории Новой Зеландии в 1972 году. В этой системе отсчёта, основанной на атомном времени, для согласования с местным средним солнечным временем UT1 периодически требуется вводить поправку, называемую секундой координации.
В 1974 году «Актом о времени» установлено новозеландское стандартное время (NZST), опережающее Всемирное координированное время (UTC) на 12 часов.
В 2011 году в Токелау был изменён часовой пояс на сутки вперёд, с пропуском 30 декабря. Похожее решение о смене часового пояса было принято и в Самоа. Это было сделано для удобства связей с основными партнерами на западе: Австралией, Новой Зеландией и другими. В результате даты в Токелау и в Новой Зеландии стали совпадать.

## Летнее время
Начиная с 1909 года сэр Томас Кей Сиди ежегодно выдвигал законопроект по переводу времени на час вперёд начиная с сентября до марта следующего года. В конце концов, в 1927 году был принят «Акт о летнем времени» в котором был зафиксирован перевод стрелок на час вперёд в первое воскресенье ноября и на час назад в первое воскресенье марта. Эта мера оказалась непопулярной, поэтому в 1928 году был принят «Акт о летнем времени», закрепивший перевод стрелок на полчаса вперёд с 14 октября 1928 года (второе воскресенье октября) и на полчаса назад 17 марта 1929 года (третье воскресенье марта). Затем в 1929 году «Актом о летнем времени» был закреплён переход на летнее время во второе воскресенье октября и переход на стандартное время в третье воскресенье марта. В 1933 году период действия летнего времени был увеличен: он начинался с первого воскресенья сентября и заканчивался в последнее воскресенье апреля. Такое положение дел сохранялось до Второй Мировой Войны, когда ввиду чрезвычайного положения в 1941 году летнее время действовало в течение всего года и ежегодно продлевалось до принятия в 1945 году «Акта о стандартном времени». В этом акте был закреплён отказ от новозеландского среднего времени (NZMT) в 1946 году, установлен 180° меридиан восточной долготы в качестве базового, а новозеландское летнее время стало новозеландским стандартным временем (NZST).
В 1974 году был принят «Акт о времени», дающий полномочия генерал-губернатору устанавливать приказом в Совете период, в течение которого будет действовать летнее время. Регламентировался перевод стрелок на час вперёд (в дополнение к предыдущему сдвигу на полчаса) в первое воскресенье ноября и на час назад в последнее воскресенье февраля. Этот период был изменён в 1975 году «Новозеландским приказом о времени», согласно которому летнее время начинало действовать с последнего воскресенья октября и заканчивалось в первое воскресенье марта.
В 1985 году Департаментом внутренних дел было проведено комплексное исследование. Изучалось общественное мнение по поводу летнего времени (NZDT), его влияние на работу и отдых. Исследование показало, что 76,2 % населения хотели бы жить по летнему времени, либо хотели бы увеличить период его действия. По результатам исследования был сделан вывод, что мнение мужчин и женщин в среднем не отличается, и что поддержка летнего времени была в целом выше в городах. Однако переход на летнее время был бойкотирован в небольшом животноводческом сообществе в Араруа в Нортленде, которое отказывалось переводить часы в течение нескольких лет. Число сторонников отмены или сокращения времени действия летнего времени всегда было в меньшинстве в тех районах, где проводилось исследование.
В результате исследования и дальнейшей обратной связи от населения, в 1988 году министр внутренних дел организовал пробный расширенный период действия летнего времени, со второго воскресенья октября 1989 года по третье воскресенье марта 1990 года. Министр призвал общественность написать ему свои мнения по поводу увеличения периода действия летнего времени на пять недель.
В 1990 году «Приказом о летнем времени» декларировалось, что новозеландское летнее время будет действовать с 2:00 ночи первого воскресенья октября до 3:00 ночи третьего воскресенья марта.
30 апреля 2007 года Правительство объявило об увеличении периода действия летнего времени с 24 до 27 недель. Начиная 30 апреля 2007 года переход на летнее время (NZDT) осуществляется в 02:00 NZST в последнее воскресенье сентября, а переход на стандартное время (NZST) — в 03:00 NZDT в первое воскресенье апреля (или в 02:00 NZST, как определено в «Акте о времени» 1974 года).
Новозеландское время, в том числе летнее, используется на нескольких антарктических станциях, обеспечиваемых поставками из Новой Зеландии. Это приводит к тому, что, например, Амундсен-Скотт переводит свои часы на час вперед летом, когда солнце постоянно находится над горизонтом, и на час назад зимой, когда солнце находится постоянно за горизонтом. Тем не менее, эти мероприятия не оказывают никакого влияния на количество получаемого солнечного света, ввиду географического положения станции. Однако, это делает общение в реальном времени с Новой Зеландией более практичным, особенно в части отношений с офисами.
Ассоциированные с Новой Зеландией острова Кука, Токелау и Ниуэ не осуществляют переход на летнее время. Два из них находятся за линией перемены даты при разнице в 22—24 часа с Новой Зеландией.

## Стандартизация и метрология
Стандарт времени в Новой Зеландии поддерживается эталонной лабораторией (англ. Measurement Standards Laboratory), являющейся частью Королевского научно-исследовательского института Industrial Research Limited (Институт промышленных исследований). Она распространяет сигналы точного времени с помощью различных средств, в том числе в виде трансляций на Radio New Zealand, с помощью службы точного времени, и по сетевому протоколу Network Time Protocol.